# Классен, Эрих Гергардович
Э́рих Ге́ргардович Кла́ссен (14 ноября 1935, Черно-Озёрное, Оренбургская область — июль 2025, Россия) — советский, российский и немецкий философ, доктор философских наук, профессор, заведующий кафедрой гуманитарных и социально-экономических наук Уфимского государственного нефтяного технического университета (филиал в г. Октябрьский). Автор работ по гносеологии, онтологии и истории философии.

## Биография
Родился 14 ноября 1935 года в селе Черно-Озёрное Оренбургской области. В 1963 году окончил Оренбургский педагогический институт.  
Начал педагогическую деятельность в Луговской средней школе Оренбургской области. С 1965 года работал в средней школе № 1 города Октябрьский.  
С 1965 по 1976 год — ассистент кафедры истории КПСС и философии филиала Уфимского нефтяного института (ныне Уфимский государственный нефтяной технический университет) в Октябрьском.  
В 1976—1993 годах работал в Норильском индустриальном институте (впоследствии Норильский индустриальный университет): с 1981 по 1986 годы — исполняющий обязанности заведующего кафедрой марксизма-ленинизма, с 1989 года — заведующий кафедрой общественных наук. 
В 1989 году защитил диссертацию на соискание степени доктора философских наук, в 1991 году получил учёное звание профессора.  
С 1993 по 2005 годы проживал в Германии. После возвращения в Россию вновь работал в филиале УГНТУ в Октябрьском: с 2005 по 2017 год — профессор кафедры гуманитарных и социально-экономических наук, в 2007–2015 годах — заведующий этой кафедрой.  
Скончался в июле 2025 года.

## Научное наследие
Область научных интересов Эриха Классена охватывала гносеологию, онтологию и историю философии. Автор более 50 научных публикаций, в том числе монографий:
- «Идеальное: концепция К. Маркса»[2] (Красноярск, 1984);
- «Россия: эпизоды борьбы за философскую истину» (Уфа, 2012);
- «Сознание. Становление разума» (2012);
- «Философия: онтология и гносеология» (2012).
- «Обновление системы мировоззрения в России: историко-философские условия»[3]

Работы Классена публиковались в российских научных журналах, обсуждались на философских конференциях, упоминались в СМИ и энциклопедических изданиях.

## Философские взгляды
Классен критиковал влияние внешних культурных сил на русскую культуру, рассматривая их как попытки ослабить ее и даже уничтожить культурную самобытность России. В своих работах, таких как «Сознание. Становление разума» и «Россия: эпизоды борьбы за философскую истину», Классен анализировал историко-философские условия развития российского общества и подчеркивал необходимость сохранения национальной культурной идентичности.

## Семья и личная жизнь
Был женат. Есть двое детей, двое внуков. Вместе с супругой c 1993 по 2005 проживал в Германии, затем вернулся в Россию, подчёркивая желание окончить жизнь в ней.